# Saints Row (serie)
Saints Row es una serie de videojuegos de mundo abierto, acción y aventuras creada y desarrollada por Volition y publicado por THQ, desde 2006 hasta 2013, y en la actualidad por Koch Media , que cuenta la historia de una pandilla llamada Third Street Saints. El nombre de la pandilla viene del nombre del barrio en el que residen. Por lo general, el juego se presenta en un mundo abierto, debido a la mezcla de jugabilidad no lineal con la acción, aventura y conducción. La serie se considera el mayor rival de Grand Theft Auto . Aunque los dos primeros títulos de la serie tuvieron una trama seria, desde la tercera entrega es bien conocida por sus elementos cómicos, con historias llenas de cultura popular, homenajes y parodias, así como humor absurdo. La serie no tiene lugar en el mismo universo que otra serie de Volition Inc., Red Faction. A pesar de que ambos juegos han ofrecido numerosas referencias el uno del otro en temas, tramas y cruces de personajes pero Volition Inc. ha confirmado que son universos distintos y que las referencias eran únicamente easter eggs.
Después de completar Red Faction II a finales del año 2002, Volition Inc. comenzó a trabajar en el primer videojuego de Saints Row a mediados de 2003. El juego se puso a la venta en 2006 con un gran éxito de crítica y comercial. Su continuación, Saints Row 2, salió a la venta en 2008 con el apoyo de la crítica, pero mayor éxito comercial. El tercer capítulo, Saints Row: The Third, salió al mercado el 15 de noviembre de 2011. El cuarto y, por ahora, último videojuego de la serie, Saints Row IV, apareció el 20 de agosto de 2013. Hasta la fecha, la serie ha tenido unas ventas de más de 13 millones de unidades, lo que la convierte en una de las series de videojuegos más vendidas.

## Juegos

### Saints Row (2006)
Saints Row fue la primera entrega de la serie, cuyo desarrollo comenzó a mediados de 2003 como un juego para la consola PlayStation 2 bajo el nombre de Bling Bling. El juego fue anunciado por primera vez en el E3 de 2005 para la consola Xbox 360. Una versión para la consola GameCube fue planeada, pero desecharon esa posibilidad debido a la salida de Wii.
El juego está ambientado en la ciudad ficticia de Stilwater, ubicada en el estado de Míchigan. El personaje del jugador se incorpora a la pandilla Third Street Saints después de salvar su vida, y ayuda a los Saints en su lucha por eliminar a tres bandas rivales que controlan la ciudad. Después de que se han eliminado las tres bandas, el jefe de la policía Monroe secuestra al fundador de los Saints, Julius Little, y ofrece al jugador un trato: intercambiar la libertad del líder de la banda por la vida del alcalde de Stilwater, Marshall Winslow. Después de asesinar a Winslow, Monroe es asesinado por los Saints, y Julius queda libre. El resto de miembros de los Saints miran hacia el personaje del jugador, considerándolo su nuevo líder. El nuevo alcalde, Richard Hughes, invita al personaje del jugador a bordo de su yate privado y Julius traiciona al jugador destruyendo el yate y matándolos a todos, con el protagonista a bordo. Saints Row fue reconocido como el primer juego Sandbox de séptima generación, e introduce nuevas características que ya se han convertido en algo básico en el género. Incorpora, además, un modo multijugador en línea, un teléfono celular dentro del juego, navegación GPS, y personalización total del personaje protagonista, así como de vehículos.

### Saints Row 2 (2008)
El desarrollo de Saints Row 2 comenzó a mediados de 2006, unos meses antes del lanzamiento de Saints Row en Xbox 360. Mientras se estaba desarrollando una versión de Saints Row para la consola PlayStation 3, decidieron cancelarla cuando Saints Row 2 fue anunciado de manera oficial en mayo de 2007. Salió a la venta para Xbox 360, PlayStation 3 y PC. Tres packs de contenido descargable fueron desarrollados y lanzados a mediados de 2009 (sólo en las versiones de consola).
Saints Row 2 se ubica unos dos años después de Saints Row. El personaje del jugador se despierta de un coma en un hospital de la prisión después de haber sobrevivido a la explosión del yate. Después de escapar de la prisión, el personaje del jugador salva Johnny Gat antes de su ejecución y juntos comienzan a revivir a los Third Street Saints, junto con Carlos, Shaundi y Pierce. En su lucha por reconstruir a la banda, tendrán que defender la ciudad de Stilwater de tres nuevas bandas rivales (The Sons of Samendi, The Ronin y The Brotherhood) que han conseguido tener la ciudad bajo su control ante la ausencia de los Saints. La Corporación Ultor, responsable de la remodelación del barrio del Saint Row, intentará eliminar a los Saints. Sin embargo, en una conferencia de prensa celebrada por el director ejecutivo de Ultor, Dane Vogel, se ve interrumpida cuando los Saints asaltan el evento, culminando con el asesinato de Vogel de un disparo seguido de una caída desde el ático del edificio Ultor, y poniendo fin a la historia, con los Saints dominando de nuevo Stilwater. El juego mantiene las mismas características de Saints Row, con novedades como mejoras el sistema de respeto, nuevas actividades más variadas, lo que permite aumentar las posibilidades del jugador para personalizar sus personajes (ahora el personaje protagonista puede ser hombre o mujer), los miembros de la banda y los vehículos, así como una serie de nuevos modelos de vehículos. Se expande mapa de Stilwater y añade nuevas características de juego y contenido.

### Saints Row: The Third (2011)
Saints Row: The Third se anunció oficialmente en marzo de 2011. Se puso a la venta en EE. UU. el 15 de noviembre de 2011 y luego en Europa el 18 de noviembre de 2011, para las consolas Xbox 360, PlayStation 3, y también para PC. Volition Inc. comenzó el desarrollo de The Third en septiembre de 2008, un mes antes de Saints Row 2 fuese puesto a la venta. El jugador controla de nuevo al líder de los Third Street Saints, que han crecido desde sus humildes raíces como una pandilla callejera, hasta convertirse en un grupo de la delincuencia mundial a los que se les trata como auténticas celebridades. Incluso cuentan con su propia marca de ropa y su bebida energética patrocinada por ellos mismos. La historia se centra alrededor del conflicto entre los Saints y la organización Syndicate, un grupo criminal rival, que tratan de aprovecharse de la influencia de los Saints en el mundo. Aunque los dos primeros juegos de Saints Row se establecieron en la ciudad ficticia de Stilwater, Saints Row: The Third se ubica en una nueva ciudad llamada Steelport, algo más cosmopólita. Steelport está dirigido por tres bandas, al igual que Stilwater estaba en Saints Row y Saints Row 2. Sin embargo, estas bandas (Morningstar, Deckers y Luchadores) están todos bajo el control del Syndicate. Más tarde en el juego, una división del Ejército conocido como STAG fue llamado por las autoridades para acudir a Steelport en un intento de erradicar todas las bandas de la ciudad, incluidos los Saints.
Una segunda versión del juego, titulada Saints Row: The Third Remastered, apareció para PlayStation 4, Xbox One y PC, con gráficos y rendimiento mejorados.

### Saints Row IV (2013)
Saints Row IV se dio a conocer oficialmente en marzo de 2013 y puesto a la venta en EE. UU. el 20 de agosto de 2013 y en el resto del mundo poco después del 23 de agosto. El juego se desarrolla cinco años después de los eventos de Saints Row: The Third. Después de que los Saints consiguieran detener un ataque terrorista por Temple Cyrus en los Estados Unidos, el líder de los Saints ha sido elegido presidente. Poco después, se produce una invasión alienígena y la tierra es invadida. La mayor parte del juego se encuentra en una simulación de realidad virtual de Steelport creado por los extraterrestres para romper las voluntades de los Saints. En esta simulación los Saints deben luchar contra las bandas enemigas de su pasado y sus peores temores. Al estar en un escenario virtual, los Saints pueden usar habilidades totalmente devastadoras como correr a grandes velocidades, saltar a grandes metros de altura, golpear con fuerza desmesurada y lanzar diferentes poderes.
Una nueva versión de este juego, titulada Saints Row IV: Re-Elected, fue puesta a la venta en 2015 para PlayStation 4 y Xbox One. Se trata del mismo juego, pero con todo el contenido descargable incluido de forma gratuita.

### Saints Row(2022)
El informe financiero de Embracer Group publicado en agosto de 2019 indicó que se está desarrollando un nuevo título de "Saints Row" en los estudios Volition. En agosto de 2021, se confirmó que el nuevo juego era un reinicio de la franquicia. El reinicio, titulado Saints Row, se lanzó para PlayStation 4, PlayStation 5, Xbox One, Xbox Series X/S, Windows y Stadia el 23 de agosto de 2022. El juego está destinado a ser un regreso a las raíces de la franquicia, con un enfoque en la guerra de pandillas y un tono menos "loco" que Saints Row IV.

## Sistema de juego
La serie Saints Row pertenece al género conocido como juegos sandbox. La serie combina elementos de acción, aventura y conducción. El jugador puede vagar libremente por el mundo a pie o mediante el uso de vehículos, y disputar combates basados armas de fuego y combate cuerpo a cuerpo. Cualquier acto de vandalismo, tales como atropellar a civiles o provocar daños en la propiedad, provoca que aparezca la policía para luchar contra el jugador. En este punto puede huir hasta que la policía desista su persecución, o enfrentarse a ellos, lo cual aumentará la hostilidad del cuerpo policial y acudirán más agentes. En el caso de muerte o arresto, el jugador volverá a aparecer en el hospital más cercano o en la comisaría de policía.
El núcleo del juego es la guerra urbana. El personaje creado por el jugador (puede ser hombre o mujer de cualquier raza, altura, peso y constitución) está afiliado con una pandilla callejera conocida como los Third Street Saints. Las misiones del juego se dividen estructuralmente en diferentes arcos de misión. Estos arcos de la misión no se entrelazan, pero se pueden jugar a la vez o por separado. Las misiones se desbloquean al acumular puntos de respeto. El respeto es la moneda del juego ganado por jugar misiones independientes de la historia principal, conocidas como "Actividades". La personalización también constituye una gran parte del juego. El jugador tiene la posibilidad de personalizar totalmente la apariencia de su personaje y su complexión, puede tomar ciertos vehículos, comprar tiendas y propiedades, y en Saints Row 2 es posible decorar el interior de casas en el juego y personalizar el comportamiento de la pandilla de los Saints de los Third Street.

## Ambientación

### Stilwater
El escenario tanto de Saints Row como de Saints Row 2 es la ciudad ficticia de Stilwater, ubicada en el estado del medio oeste de Míchigan, Estados Unidos. Stilwater se basa principalmente en la ciudad estadounidense del mundo real Detroit. Durante el proceso inicial de desarrollo de 'Saints Row', la ciudad se diseñó antes de que se ensamblara el guion y tenía más de cuatro veces el tamaño de su versión final. Se recortó a un tamaño más pequeño porque los recursos de desarrollo no podían soportar una ciudad tan grande. El distrito de luz roja de Stilwater se basa en gran parte en Harlem, incluido el Hotel Raykins como The Cotton Club. Durante su fase de desarrollo, la ciudad pasó por constantes expansiones y cultivos. Por ejemplo, los distritos de centros comerciales y parques de casas rodantes en "Saints Row 2" se incluyeron originalmente en los primeros diseños de "Saints Row". Un desafío de diseño fue crear la ciudad sin la interferencia de la pantalla de carga, por lo que el motor se diseñó para transmitirse alrededor de la ubicación del jugador en partes individuales de la ciudad. La ciudad fue diseñada para sentirse diversa y tener una variedad de distritos; Matt Flegel, director de arte de producto de 'Saints Row', comentó que "queríamos que la ciudad cubriera todos los estilos, desde los imponentes rascacielos del centro de la ciudad hasta la sensación industrial arenosa del distrito de fábricas. Queremos que el jugador 'sienta' los cambios entre los distritos, en lugar de solo notar la diferencia visual". Los distritos fueron diseñados para sentirse relevantes para las pandillas que los controlaban.
El Stilwater de Saints Row 2 es significativamente diferente de su versión original; la ciudad es un 45% más grande que su contraparte más antigua. Gran parte de la ciudad de Saints Row se reconstruye en Saints Row 2, aunque se vuelve más "viva" y llena de profundidad. El productor principal de 'Saints Row 2', Greg Donovan, dijo que "Stilwater en 'Saints Row 2' es muy diferente de 'Saints Row'. De hecho, cada detalle ha sido tocado en un grado u otro. [...] Yo creo que lo que terminará pasando es que la gente que jugó a Saints Row o que son fans de la franquicia se lo van a pasar muy bien explorando la ciudad y buscando cosas nuevas. [También], la gente que son nuevos en 'Saints Row 2', se les presentará un entorno enorme, muy disperso y de aspecto muy diferente, está muy bien pulido y detallado". No hay pantallas de carga en el juego en Saints Row 2, una hazaña notable ya que el juego permite un juego cooperativo sin problemas. Hay más de 130 interiores dentro de la ciudad, incluidas más de noventa tiendas diferentes. La ciudad es más dinámica y realista en Saints Row 2, ya que la inteligencia artificial es más inteligente, es decir, los civiles interactuarán entre sí. Además, ciertos elementos del entorno de Saints Row 2 son destructibles ya que el juego comparte alguna tecnología con el juego Red Faction: Guerrilla desarrollado por Volition. Su entorno también presenta numerosos puntos de referencia y Huevos de Pascua; una de esas características ganó "Top Easter Egg of 2008".

### Steelport
Después de ser expulsados de Stilwater al comienzo de Saints Row: The Third por The Syndicate, los Saints buscan vengarse apoderándose de su ciudad natal, Steelport, que se basa libremente en New York. Podría decirse que Steelport fue menos impresionante que Stilwater, con distritos casi idénticos (todas las áreas tienen un aspecto deteriorado) y había pocas áreas distintas. La característica más memorable de la ciudad es una gran estatua del héroe popular Joe Magarac, inspirada en la Estatua de la Libertad de la vida real. Sin embargo, una característica nueva es que las diferentes elecciones durante el juego provocarán cambios menores en el mundo del juego.
En Saints Row IV, el juego vuelve a estar ambientado en Steelport, sin embargo, como una simulación similar a Matrix creada por el villano alienígena del juego, Zinyak. Para adaptarse a su semejanza, Zinyak ha eliminado casi todos los signos de los Santos de la ciudad (por ejemplo, la propia cadena de tiendas de ropa de los Santos, Planet Saints, ha sido reemplazada por Planet Zin) y ha agregado imágenes de sí mismo y tecnología alienígena. A lo largo del juego, el jugador interrumpe y finalmente destruye la simulación para encontrar y matar a Zinyak. El hecho de que esta versión de Steelport esté ambientada en una simulación permite nuevas mecánicas de juego como superpoderes. Permite referencias a juegos anteriores: en algunas misiones, personajes de juegos anteriores y pandillas pueden aparecer en la ciudad. Un ejemplo entretenido es cuando el jugador tiene que matar al personaje predeterminado del Saints Row original. El jugador puede explorar diferentes simulaciones, como cuando el jugador tiene que rescatar a los otros personajes principales de sus simulaciones de "pesadillas" individuales, basadas en los peores momentos de sus vidas para romperlos y hacer que se rindan a Zin. La única vez que el juego tiene lugar en el mundo real es al comienzo y al final del juego y cuando el jugador está en las instalaciones de Zin o en The Ship, una nave espacial Zin robada que actúa como base para los Santos que no sean los de la simulación del jugador.

### New Hades
Gat out of Hell tiene lugar en New Hades, la ciudad capital de Hell. Es mucho más pequeña que cualquiera de las ciudades de juegos anteriores y, como resultado de su difícil ubicación, tiene un diseño muy básico. La ciudad está optimizada para la nueva mecánica de vuelo del juego y su historia basada en actividades. En lugar de agua, las islas de la ciudad están rodeadas de lava y, en el centro, hay una enorme torre que tiene un gran agujero encima, presumiblemente el punto de entrada al infierno.

## Otros medios

### Película
En 2009, el rapero 50 Cent anunció que estaba trabajando en la escritura de un guion y opting los derechos para una película de Saints Row.
A Saints Row film was announced to be in pre-production in April 2019, with production by Fenix Studios, Koch Media and Occupant Entertainment. F. Gary Gray is set to direct the film with a screenplay written by Greg Russo. Russo ha declarado que la película estará influenciada tanto por The Warriors como por Escape from New York.

## Juegos cancelados
Savage Entertainment estaba desarrollando un spin-off titulado Saints Row: Undercover para PSP en 2009, pero fue cancelado. El 22 de enero de 2016, Volition encontró un prototipo del juego en un kit de desarrollo de PSP y lo lanzó como descarga gratuita en Unseen64.net.
Saints Row: Money Shot iba a ser un spin-off de la serie principal, desarrollado originalmente para Xbox Live Arcade. El juego estaría disponible para Xbox 360 como un juego de Xbox Live Arcade y para PlayStation 3 como un juego de PlayStation Network con gráficos en 3D. El juego se habría relacionado con Saints Row: The Third, como parte de la campaña de marketing del juego. Jugar a Saints Row: Money Shot habría desbloqueado contenido exclusivo para usar en Saints Row: The Third, y viceversa.
Otros juegos cancelados incluyen un título para Nintendo 3DS anunciado en la E3 2010 llamado Saints Row: Drive By y un juego de lucha para Kinect/PlayStation Move juego para Xbox 360 y PlayStation 3 llamado Saints Row: The Cooler.